# O Negócio
O Negócio é uma série de televisão brasileira produzida e exibida pela HBO Brasil entre 18 de agosto de 2013 e 3 de junho de 2018 em 51 episódios divididos em 4 temporadas. Foi criada por Luca Paiva Mello e Rodrigo Castilho, com roteiros de Fabio Danesi, Camila Raffanti e Alexandre Soares Silva. Conta com Juliana Schalch, Rafaela Mandelli e Michelle Batista como as protagonistas da série.

## Produção
A série conta com a produção da HBO Latin America em parceria com a Mixer. A primeira temporada estreou em 18 de agosto de 2013. Em setembro de 2013, a série foi renovada para sua segunda temporada, que estreou em 24 de agosto de 2014. Em 27 de abril de 2015, foi anunciada a terceira temporada de O Negócio. A estreia da terceira temporada foi confirmada para 24 de abril de 2016. Em 14 de novembro de 2016, foi oficialmente anunciada a quarta e última temporada de O Negócio, que estreou em 18 de março 2018.

## Enredo
O Negócio acompanha a rotina de Luna (Juliana Schalch), Karin (Rafaela Mandelli) e Magali (Michelle Batista), garotas de programa de luxo que se destacam no mercado. Elas colocaram em prática diversas estratégias de marketing que aprenderam e, com isso, não só conquistaram espaço no mercado como também criaram a bem-sucedida empresa Oceano Azul.

## Elenco

### Principal
| Ator                      | Personagem                    | Temporadas | Temporadas | Temporadas | Temporadas |
| Ator                      | Personagem                    | 1ª 2013    | 2ª 2014    | 3ª 2016    | 4ª 2018    |
| ------------------------- | ----------------------------- | ---------- | ---------- | ---------- | ---------- |
| Juliana Schalch           | Maria Clara de Andrade / Luna |            |            |            |            |
| Rafaela Mandelli          | Joana Segall / Karin          |            |            |            |            |
| Michelle Batista          | Magali Becker                 |            |            |            |            |
| Guilherme Weber           | Ariel                         |            |            |            |            |
| Gabriel Godoy             | Oscar                         |            |            |            |            |
| Eduardo Semerjian         | César                         |            |            |            |            |
| Johnnas Oliva             | Yuri                          |            |            |            |            |
| João Gabriel Vasconcellos | Augusto                       |            |            |            |            |
| Kauê Telloli              | Tomás Zanini                  |            |            |            |            |
| Aline Jones               | Mia                           |            |            |            |            |
| João Côrtes               | Eric                          |            |            |            |            |

### Recorrente
| Ator               | Personagem           | Temporadas | Temporadas | Temporadas | Temporadas |
| Ator               | Personagem           | 1ª 2013    | 2ª 2014    | 3ª 2016    | 4ª 2018    |
| ------------------ | -------------------- | ---------- | ---------- | ---------- | ---------- |
| Gabriela Cerqueira | Sabrina              |            |            |            |            |
| Cris Bonna         | Isabel de Andrade    |            |            |            |            |
| Tony Mastaler      | Francisco de Andrade |            |            |            |            |
| Pedro Inoue        | Fred de Andrade      |            |            |            |            |
| Einat Falbel       | Sonia Lemos          |            |            |            |            |
| Isabel Wilker      | Livia                |            |            |            |            |
| Jessica Drago      | Jessica              |            |            |            |            |
| Renata Fasanella   | Renata               |            |            |            |            |
| Joaquim Guedes     | Xavier               |            |            |            |            |

## Episódios
| Temporada | Temporada | Episódios | Exibição original    | Exibição original      |
| Temporada | Temporada | Episódios | Estreia da temporada | Final da temporada     |
| --------- | --------- | --------- | -------------------- | ---------------------- |
|           | 1         | 13        | 18 de agosto de 2013 | 10 de novembro de 2013 |
|           | 2         | 13        | 24 de agosto de 2014 | 16 de novembro de 2014 |
|           | 3         | 13        | 24 de abril de 2016  | 17 de julho de 2016    |
|           | 4         | 12        | 18 de março de 2018  | 3 de junho de 2018     |

## Prêmios e indicações
| Ano  | Prêmio      | Categoria   | Indicado | Resultado | Ref           |
| ---- | ----------- | ----------- | -------- | --------- | ------------- |
| 2018 | Troféu APCA | Dramaturgia | —        | Indicada  | [ 10 ] [ 11 ] |